# 杏组
杏组（学名：Prunus sect. Armeniaca）是李属李亚属的一个组，分布于欧亚大陆。组下物种的果实通称杏，突出观赏价值则称为杏花。

## 物种
- 杏
- 布里扬松梅 [註 1]
- 华仁杏
- 紫杏
- 洪坪杏
- 背毛杏
- 李梅杏
- 东北杏
- 梅
- 山杏
- 政和杏

## 用途
作为水果栽培的杏组物种主要是杏。另外，中亚的紫杏和中国的东北杏、李梅杏、洪坪杏、梅亦作为水果栽培。
杏仁主要取自杏、山杏、东北杏，供食用或药用。